# Аббаслы, Рамиз Магомед оглы
Рамиз Аббаслы (азерб. Bərxudarov Ramiz Məhəmməd oğlu; рус. Бархударов Рамиз Магомед оглы; род. 1 июля 1948, Паправенд, Агдамский район) — азербайджанский писатель, переводчик художественной литературы.

## Биография
Рамиз Аббаслы родился 1 июля 1948 года в селе Паправенд Агдамского района Азербайджанской Республики. Учился в восьмилетней школе родного села, потом в Бойахмедлинской средней школе. В школьные годы любил математику, физику, химию, увлекался музыкой, рисовал, с большим интересом читал азербайджанские народные сказки, дастаны, а также произведения классиков мировой литературы: М. Твена, Ж. Верна, В.Гюго и др.
После окончания сельской школы поступил в химический факультет Азербайджанского Государственного Университета (ныне БДУ). Завершив учебы в университете, начал работать в нефтяной отрасли; долгое время работал на нефтеперерабатывающем заводе «Азернефтьяг».

## Творчество
Рамиз Аббаслы — двуязычный писатель, пишет на азербайджанском и русском языках. Известность приобрел после выхода книги «Школа семи деревень» (Баку — 1996 г.), которая была встречена с большим восторгом читательской аудитории и получила высокую оценку критиков. За эту книгу автор был удостоен премии «Творческий успех». В дальнейшем были написаны книги «Мираж» (2000), «Темные ночи» (2008), «Имя вора» (2015), «Химера» (2018). Среди книг автора особое место занимает исторический роман «Имя вора». Для читателей это было что-то очень новое и желанное. Обобщая мнения читательской аудитории, азербайджанская пресса много писала об этой книге и все отзывы были исключительно положительны, считалось, что это — самое лучшее произведение, написанное на Карабахскую тему(6), и предлагали: преподавать ее в качестве особого учебного пособия в школах(3) и в университетах(5). Автор сумел охватить исторический период более трех тысячелетий. Героем этого романа является не какой-то человек или же группа людей, а историческая правда; его можно называть и поэзией подлинной истории. Это был совершенно новый тип исторического романа с его необъятным охватом и нетрадиционным подходом к истории в контексте реальной ситуации в Азербайджане.
Рассказы, статьи и переводы Р.Аббаслы были опубликованы во всех газетах и журналах Азербайджана. А рассказы и статьи, написанные на русском языке, публикуются, в основном, в российских журналах, альманахах и сборниках. Российские литераторы очень высоко ценят творчество Р.Аббаслы, они считают, что «его рассказы посвящены культуре азербайджанского народа, но иногда в них затрагиваются и особенности иных культур, причем очень корректно и с большим уважением», по их мнению «Произведения Р.Аббаслы современны, поистине величественны в своем внимании к детальям, глубине чувств и необычности сюжета — это новая проза, новый взгляд на мир».
Последняя книга Р.Аббаслы — «Низами Гянджеви тюркский поэт» не художественная литература, ее можно называть научно-исследовательской работой. Книга посвящена 880-летию гениального азербайджанского поэта Низами Гянджеви. В этой книге автор в свойственной ему манере, исходя исключительно из научных фактов, доказывает, что Низами Гянджеви тюркский поэт, он классик Азербайджанской литературы.
Р.Аббаслы участвует — притом всегда успешно — и в разных международных литературных конкурсах. В 2019 году он стал победителем конкурса памяти М. Ю. Лермонтова по номинации «Малая проза». За большие творческие достижения в 2021 году Рамиз Аббаслы был награжден орденом «Святой Анны» (Россия).
Перевод художественной литературы занимает особое место в творческой жизни Р.Аббаслы; переводит он с английского, русского и немецкого языков. Начиная с 1990- годов стали выходить его переводы Джеймса Джойса, А.Коппарда, К.Мэнсфилд, Дж. Голсуорси, Ф.Кафки, Э.Хемингуэя, Ш.Андерсона, Дж. Стейнбека, Г.Белля, И.Бахман, Дж. Апдайка, Дж. К.Оутс, Ч.Диккенса, Г.Пинтера, У.Гольдинга, С.Алексиевич и др. Он является автором семи переведенных книг.

## Произведения

### Романы
- Агония
- Мираж
- Имя вора
- Химера — 2018

### Повести
- Школа семи деревень
- Аракс, влюблённый в Куру
- Тёмные ночи

### Рассказы
- Лётный день
- Сады, после сборов урожая
- Дрова
- Самооправдание
- Лепестки алых роз
- Вечерний базар
- Интервью
- Женщина на берегу моря
- Термос с холодным чаем
- Девятое место
- Мальчик без имени
- На необитаемом полуострове;
- Храм на горе Бадри;
- Там, в Кременчуге;
- Первый  возвращенец;
- Песня слепого;
- Аншлаг;
- Бригада новичков;
- Отравленный кофе.
- «Студенты Шанхая». Альманах «Современник»; Москва, 2022, №2.
- «Казнь женщины». Антология «Достояние Российской словесности»; Москва, 2024. Стр.5-18

### Статьи
- Принцесса современной литературы
- Мастер английской притчи
- Символизм (азерб.)
- Яркая звезда постмодернистской литературы
- Патриарх постмодернизма
- Европейский постмодернизм
- Язык наш, культура наша
- О грубейших фальсификациях в книге «Чёрный сад» Томаса де Ваала
- Геносид в Умудлах. Паправендская битва. (азерб.)
- Село Паправенд (азерб.)
- Неоплаканная боль Аннинского. 2017 (рус.)
- Научное исследование или фальсификация истории? 2018 (рус.)
- The scientific study or history rewriting? 2018 (англ.)
- Смерть Андрия[10]
- «Об Азербайджане», Сборник «Вокруг света», 2020 №1, Москва.
- «Азербайджан – жемчужина Кавказа». Сборник «Вокруг света», 2021 №2, Москва.
- Низами Гянджеви тюркский поэт. Баку-2021
- «Ложь и правда о Низами».  Журнал «Российский Колокол» (Новогодняя молния); Москва, 2022.
- Христианство в Азербайджане (Перевод Библии на азербайджанский язык).